# Jamal Bhuyan
Jamal Harris Bhuyan (Copenaghen, 10 aprile 1990) è un calciatore bangladese con cittadinanza danese, centrocampista del Brothers Union e della nazionale bengalese, di cui è anche capitano.

## Carriera

### Club
Ha giocato nella prima divisione bengalese ed in quella indiana. Nel 2023 passa al Sol de Mayo, in Argentina, squadra militante nel Torneo Federal A, la terza divisione nazionale. Debutta nel campionato argentino il 27 agosto dello stesso anno, nella sfida vinta 2-1 contro l'Atlético Germinal dove realizza anche la sua prima rete.

### Nazionale
Ha giocato nella nazionale bangladese Under-23; nel 2013 ha esordito nella nazionale maggiore bangladese.

## Statistiche

### Presenze e reti nei club
| Stagione        | Club               | Campionato      | Campionato | Campionato | Coppe nazionali | Coppe nazionali | Coppe nazionali | Coppe continentali | Coppe continentali | Coppe continentali | Supercoppe | Supercoppe | Supercoppe | Totale | Totale |
| Stagione        | Club               | Comp            | Pres       | Reti       | Comp            | Pres            | Reti            | Comp               | Pres               | Reti               | Comp       | Pres       | Reti       | Pres   | Reti   |
| --------------- | ------------------ | --------------- | ---------- | ---------- | --------------- | --------------- | --------------- | ------------------ | ------------------ | ------------------ | ---------- | ---------- | ---------- | ------ | ------ |
| 2016-2017       | Sheikh Russel      | BL              | 2          | 0          | CB              | 0               | 0               | AFC Cup            | 2                  | 0                  | -          | -          | -          | 4      | 0      |
| 2017-2018       | Saif               | BL              | 14         | 1          | CB              | 0               | 0               | AFC Cup            | 2                  | 0                  | -          | -          | -          | 16     | 1      |
| 2018-2019       | Saif               | BL              | 21         | 2          | CB              | 0               | 0               | -                  | -                  | -                  | -          | -          | -          | 21     | 2      |
| 2019-2020       | Saif               | BL              | 4          | 0          | CB              | 3               | 0               | -                  | -                  | -                  | -          | -          | -          | 7      | 0      |
| 2020-2021       | Mohammedan         | IL              | 12         | 0          | SC              | 0               | 0               | -                  | -                  | -                  | -          | -          | -          | 12     | 0      |
| 2021            | Saif               | BL              | 11         | 1          | CB              | 4               | 0               | -                  | -                  | -                  | -          | -          | -          | 15     | 1      |
| 2022            | Saif               | BL              | 20         | 0          | CB              | 0               | 0               | -                  | -                  | -                  | -          | -          | -          | 20     | 0      |
| Totale Saif     | Totale Saif        | Totale Saif     | 70         | 4          |                 | 7               | 0               |                    | 2                  | 0                  |            | -          | -          | 79     | 4      |
| 2023            | Sheikh Russel      | BL              | 19         | 0          | CB              | 4               | 0               | -                  | -                  | -                  | -          | -          | -          | 23     | 0      |
| Totale Saif     | Totale Saif        | Totale Saif     | 21         | 0          |                 | 4               | 0               |                    | 2                  | 0                  |            | -          | -          | 25     | 0      |
| 2023            | Sol de Mayo (V)    | TFA             | 4          | 2          | CA              | -               | -               | -                  | -                  | -                  | -          | -          | -          | 4      | 2      |
| 2024            | Abahani Ltd. Dacca | BL              | 2          | 0          | CB              | 0               | 0               | -                  | -                  | -                  | -          | -          | -          | 2      | 0      |
| Totale Carriera | Totale Carriera    | Totale Carriera | 109        | 6          |                 | 11              | 0               |                    | 4                  | 0                  |            | -          | -          | 125    | 6      |

### Cronologia presenze e reti in nazionale
| Cronologia completa delle presenze e delle reti in nazionale ― Bangladesh | Cronologia completa delle presenze e delle reti in nazionale ― Bangladesh | Cronologia completa delle presenze e delle reti in nazionale ― Bangladesh | Cronologia completa delle presenze e delle reti in nazionale ― Bangladesh | Cronologia completa delle presenze e delle reti in nazionale ― Bangladesh | Cronologia completa delle presenze e delle reti in nazionale ― Bangladesh | Cronologia completa delle presenze e delle reti in nazionale ― Bangladesh | Cronologia completa delle presenze e delle reti in nazionale ― Bangladesh |
| Data                                                                      | Città                                                                     | In casa                                                                   | Risultato                                                                 | Ospiti                                                                    | Competizione                                                              | Reti                                                                      | Note                                                                      |
| ------------------------------------------------------------------------- | ------------------------------------------------------------------------- | ------------------------------------------------------------------------- | ------------------------------------------------------------------------- | ------------------------------------------------------------------------- | ------------------------------------------------------------------------- | ------------------------------------------------------------------------- | ------------------------------------------------------------------------- |
| 31-08-2013                                                                | Kathmandu                                                                 | Nepal                                                                     | 2 – 0                                                                     | Bangladesh                                                                | SAFF Championship 2014 - 1º turno                                         | -                                                                         |                                                                           |
| 03-09-2013                                                                | Kathmandu                                                                 | Bangladesh                                                                | 1 – 1                                                                     | India                                                                     | SAFF Championship 2014 - 1º turno                                         | -                                                                         |                                                                           |
| 05-09-2013                                                                | Kathmandu                                                                 | Bangladesh                                                                | 1 – 2                                                                     | Pakistan                                                                  | SAFF Championship 2014 - 1º turno                                         | -                                                                         |                                                                           |
| 05-03-2014                                                                | Margao                                                                    | India                                                                     | 2 – 2                                                                     | Bangladesh                                                                | Amichevole                                                                | -                                                                         |                                                                           |
| 02-02-2015                                                                | Dacca                                                                     | Bangladesh                                                                | 1 – 0                                                                     | Sri Lanka                                                                 | Amichevole                                                                | -                                                                         |                                                                           |
| 30-05-2015                                                                | Dacca                                                                     | Bangladesh                                                                | 1 – 2                                                                     | Singapore                                                                 | Amichevole                                                                | -                                                                         | 89’                                                                       |
| 02-06-2015                                                                | Dacca                                                                     | Bangladesh                                                                | 1 – 1                                                                     | Afghanistan                                                               | Amichevole                                                                | -                                                                         |                                                                           |
| 11-06-2015                                                                | Dacca                                                                     | Bangladesh                                                                | 1 – 3                                                                     | Kirghizistan                                                              | Qual. Mondiali 2018                                                       | -                                                                         | 77’ 80’                                                                   |
| 16-06-2015                                                                | Dacca                                                                     | Bangladesh                                                                | 1 – 1                                                                     | Tagikistan                                                                | Qual. Mondiali 2018                                                       | -                                                                         |                                                                           |
| 29-08-2015                                                                | Kuala Lumpur                                                              | Malaysia                                                                  | 0 – 0                                                                     | Bangladesh                                                                | Amichevole                                                                | -                                                                         | 81’                                                                       |
| 03-09-2015                                                                | Perth                                                                     | Australia                                                                 | 5 – 0                                                                     | Bangladesh                                                                | Qual. Mondiali 2018                                                       | -                                                                         |                                                                           |
| 08-09-2015                                                                | Dacca                                                                     | Bangladesh                                                                | 0 – 4                                                                     | Giordania                                                                 | Qual. Mondiali 2018                                                       | -                                                                         |                                                                           |
| 13-10-2015                                                                | Biškek                                                                    | Kirghizistan                                                              | 2 – 0                                                                     | Bangladesh                                                                | Qual. Mondiali 2018                                                       | -                                                                         |                                                                           |
| 12-11-2015                                                                | Dušanbe                                                                   | Tagikistan                                                                | 5 – 0                                                                     | Bangladesh                                                                | Qual. Mondiali 2018                                                       | -                                                                         |                                                                           |
| 17-11-2015                                                                | Dacca                                                                     | Bangladesh                                                                | 0 – 4                                                                     | Australia                                                                 | Qual. Mondiali 2018                                                       | -                                                                         |                                                                           |
| 17-11-2015                                                                | Dacca                                                                     | Bangladesh                                                                | 0 – 4                                                                     | Australia                                                                 | Qual. Mondiali 2018                                                       | -                                                                         |                                                                           |
| 24-12-2015                                                                | Thiruvananthapuram                                                        | Afghanistan                                                               | 4 – 0                                                                     | Bhutan                                                                    | SAFF Championship 2015 - 1º turno                                         | -                                                                         | 90+1’                                                                     |
| 26-12-2015                                                                | Thiruvananthapuram                                                        | Bangladesh                                                                | 1 – 3                                                                     | Maldive                                                                   | SAFF Championship 2015 - 1º turno                                         | -                                                                         | 70’                                                                       |
| 28-12-2015                                                                | Thiruvananthapuram                                                        | Bhutan                                                                    | 0 – 3                                                                     | Bangladesh                                                                | SAFF Championship 2015 - 1º turno                                         | -                                                                         | 84’                                                                       |
| 08-01-2016                                                                | Dacca                                                                     | Bangladesh                                                                | 4 – 2                                                                     | Sri Lanka                                                                 | Amichevole                                                                | -                                                                         |                                                                           |
| 15-01-2016                                                                | Dacca                                                                     | Bangladesh                                                                | 0 – 0                                                                     | Nepal                                                                     | Amichevole                                                                | -                                                                         |                                                                           |
| 18-03-2016                                                                | Abu Dhabi                                                                 | Emirati Arabi Uniti                                                       | 6 – 1                                                                     | Bangladesh                                                                | Amichevole                                                                | -                                                                         |                                                                           |
| 24-03-2016                                                                | Amman                                                                     | Giordania                                                                 | 8 – 0                                                                     | Bangladesh                                                                | Qual. Mondiali 2018                                                       | -                                                                         |                                                                           |
| 02-06-2016                                                                | Dušanbe                                                                   | Tagikistan                                                                | 5 – 0                                                                     | Bangladesh                                                                | Qual. Coppa d'Asia 2019                                                   | -                                                                         | 76’                                                                       |
| 07-06-2016                                                                | Dacca                                                                     | Bangladesh                                                                | 0 – 1                                                                     | Tagikistan                                                                | Qual. Coppa d'Asia 2019                                                   | -                                                                         | 90+4’                                                                     |
| 04-09-2018                                                                | Dacca                                                                     | Bangladesh                                                                | 2 – 0                                                                     | Bhutan                                                                    | SAFF Championship 2018 - 1º turno                                         | -                                                                         | Cap.                                                                      |
| 06-09-2018                                                                | Dacca                                                                     | Bangladesh                                                                | 1 – 0                                                                     | Pakistan                                                                  | SAFF Championship 2018 - 1º turno                                         | -                                                                         | Cap.                                                                      |
| 08-09-2018                                                                | Dacca                                                                     | Bangladesh                                                                | 0 – 2                                                                     | Nepal                                                                     | SAFF Championship 2018 - 1º turno                                         | -                                                                         | Cap.                                                                      |
| 10-10-2018                                                                | Cox's Bazar                                                               | Palestina                                                                 | 2 – 0                                                                     | Bangladesh                                                                | Amichevole                                                                | -                                                                         | Cap.                                                                      |
| 09-03-2019                                                                | Phnom Penh                                                                | Cambogia                                                                  | 0 – 1                                                                     | Bangladesh                                                                | Amichevole                                                                | -                                                                         | Cap.                                                                      |
| 06-06-2019                                                                | Vientiane                                                                 | Laos                                                                      | 0 – 1                                                                     | Bangladesh                                                                | Qual. Coppa d'Asia 2023                                                   | -                                                                         |                                                                           |
| 11-06-2019                                                                | Dacca                                                                     | Bangladesh                                                                | 0 – 0                                                                     | Laos                                                                      | Qual. Coppa d'Asia 2023                                                   | -                                                                         | Cap.                                                                      |
| 10-09-2019                                                                | Dušanbe                                                                   | Afghanistan                                                               | 1 – 0                                                                     | Bangladesh                                                                | Qual. Coppa d'Asia 2023                                                   | -                                                                         |                                                                           |
| 29-09-2019                                                                | Dacca                                                                     | Bangladesh                                                                | 4 – 1                                                                     | Bhutan                                                                    | Amichevole                                                                | -                                                                         | Cap.                                                                      |
| 03-10-2019                                                                | Dacca                                                                     | Bangladesh                                                                | 2 – 0                                                                     | Bhutan                                                                    | Amichevole                                                                | -                                                                         | Cap.                                                                      |
| 10-10-2019                                                                | Dacca                                                                     | Bangladesh                                                                | 0 – 2                                                                     | Qatar                                                                     | Qual. Coppa d'Asia 2023                                                   | -                                                                         |                                                                           |
| 15-10-2019                                                                | Calcutta                                                                  | India                                                                     | 1 – 1                                                                     | Bangladesh                                                                | Qual. Mondiali 2022                                                       | -                                                                         | Cap. 64’                                                                  |
| 14-11-2019                                                                | Mascate                                                                   | Oman                                                                      | 4 – 1                                                                     | Bangladesh                                                                | Qual. Mondiali 2022                                                       | -                                                                         | Cap.                                                                      |
| 15-01-2020                                                                | Dacca                                                                     | Bangladesh                                                                | 0 – 2                                                                     | Palestina                                                                 | Amichevole                                                                | -                                                                         | Cap.                                                                      |
| 23-01-2020                                                                | Dacca                                                                     | Bangladesh                                                                | 0 – 3                                                                     | Burundi                                                                   | Amichevole                                                                | -                                                                         | Cap.                                                                      |
| 13-11-2020                                                                | Dacca                                                                     | Bangladesh                                                                | 2 – 0                                                                     | Nepal                                                                     | Amichevole                                                                | -                                                                         | Cap.                                                                      |
| 17-11-2020                                                                | Dacca                                                                     | Bangladesh                                                                | 0 – 0                                                                     | Nepal                                                                     | Amichevole                                                                | -                                                                         | Cap.                                                                      |
| 04-12-2020                                                                | Doha                                                                      | Qatar                                                                     | 5 – 0                                                                     | Bangladesh                                                                | Qual. Mondiali 2022                                                       | -                                                                         | Cap.                                                                      |
| 27-03-2021                                                                | Katmandu                                                                  | Nepal                                                                     | 0 – 0                                                                     | Bangladesh                                                                | Amichevole                                                                | -                                                                         | Cap.                                                                      |
| 03-06-2021                                                                | Doha                                                                      | Bangladesh                                                                | 1 – 1                                                                     | Afghanistan                                                               | Qual. Mondiali 2022                                                       | -                                                                         | Cap.                                                                      |
| 07-06-2021                                                                | Doha                                                                      | Bangladesh                                                                | 0 – 2                                                                     | India                                                                     | Qual. Mondiali 2022                                                       | -                                                                         | Cap. 80’                                                                  |
| 05-09-2021                                                                | Biškek                                                                    | Bangladesh                                                                | 0 – 2                                                                     | Palestina                                                                 | Amichevole                                                                | -                                                                         | Cap. 80’                                                                  |
| 07-09-2021                                                                | Biškek                                                                    | Kirghizistan                                                              | 4 – 1                                                                     | Bangladesh                                                                | Amichevole                                                                | -                                                                         | Cap. 80’                                                                  |
| 01-10-2021                                                                | Malé                                                                      | Sri Lanka                                                                 | 0 – 1                                                                     | Bangladesh                                                                | SAFF Championship 2021 - 1º turno                                         | -                                                                         | Cap.                                                                      |
| 04-10-2021                                                                | Malé                                                                      | Bangladesh                                                                | 1 – 1                                                                     | India                                                                     | SAFF Championship 2021 - 1º turno                                         | -                                                                         | Cap.                                                                      |
| 07-10-2021                                                                | Malé                                                                      | Maldive                                                                   | 2 – 0                                                                     | Bangladesh                                                                | SAFF Championship 2021 - 1º turno                                         | -                                                                         | Cap. 82’                                                                  |
| 13-10-2021                                                                | Malé                                                                      | Bangladesh                                                                | 1 – 1                                                                     | Nepal                                                                     | SAFF Championship 2021 - 1º turno                                         | -                                                                         | Cap. 63’                                                                  |
| 13-11-2021                                                                | Dacca                                                                     | Bangladesh                                                                | 2 – 1                                                                     | Maldive                                                                   | Amichevole                                                                | 1                                                                         | Cap.                                                                      |
| 22-9-2022                                                                 | Phnom Penh                                                                | Cambogia                                                                  | 0 – 1                                                                     | Bangladesh                                                                | Amichevole                                                                | -                                                                         | Cap. 46’                                                                  |
| 16-11-2023                                                                | Melbourne                                                                 | Australia                                                                 | 7 – 0                                                                     | Bangladesh                                                                | Qual. Mondiali 2026                                                       | -                                                                         | Cap. 59’                                                                  |
| 21-11-2023                                                                | Dacca                                                                     | Bangladesh                                                                | 1 – 1                                                                     | Libano                                                                    | Qual. Mondiali 2026                                                       | -                                                                         | Cap. 61’                                                                  |
| Totale                                                                    |                                                                           | Presenze                                                                  | 56                                                                        |                                                                           | Reti                                                                      | 1                                                                         |                                                                           |

## Palmarès

### Club

#### Competizioni nazionali
- Campionato bengalese: 1

Sheikh Jamal: 2015
- Bangladesh Federation Cup: 1

Sheikh Jamal: 2014-2015
- Bangladesh Federation Cup: 1

Sheikh Jamal: 2014-2015

### Nazionale
- Kings Cup: 1

2014

### Individuali
- Miglior giocatore della Bangabandhu Cup 2015
- Miglior giocatore della Kings Cup 2014